# 1839
Évszázadok: 18. század – 19. század – 20. század
Évtizedek: 1780-as évek – 1790-es évek – 1800-as évek – 1810-es évek – 1820-as évek – 1830-as évek – 1840-es évek – 1850-es évek – 1860-as évek – 1870-es évek – 1880-as évek
Évek: 1834 – 1835 – 1836 – 1837 –  1838 – 1839 – 1840 – 1841 – 1842 – 1843 – 1844

## Események

### Határozott dátumú események
- január 19. – Anglia elfoglalja Ádent.[1]
- január 31. – A Királyi Tábla háromévi fogságra ítéli Wesselényi Miklóst.[2]
- február 4. – Chartista nagygyűlés Londonban, általános választójog bevezetését követeli.[3]
- február 23. – A Királyi Tábla háromévi fogságra ítéli Kossuth Lajost.[2]
- március 9. – Poroszországban munkaügyi reformokat vezetnek be, megtiltják a 9 év alatti gyerekek üzemi munkáját.[4]
- március 10. – Véget ér a Mexikó és Franciaország közötti cukrászdaháború.[5]
- június 13.Julián naptár szerint június 1. – Lemond Milos szerb fejedelem; utódjának fiát, Milánt jelöli.[6]
- július 1.
  - Fellázadnak a La Amistad hajón szállított rabszolgák.[7]
  - Meghal II. Mahmud oszmán szultán; utódja I. Abdul Medzsid lesz.[8]
- augusztus 25. – Dél-Peru újból egyesül Észak-Peruval, ezzel visszaáll Peru 1834 előtti egysége.
- szeptember 4. – Kitör az első ópiumháború Nagy-Britannia és Kína között.[9]
- november 10. – Trefort Ágoston vezetésével Pesti Műegylet néven megalakul az első magyarországi művészeti egyesület.[10]
- november 17. – Milánóban bemutatják Giuseppe Verdi első, Oberto, San Bonifacio grófja című operáját.[11]
- december 3. – XVI. Gergely pápa egy pápai brévében kinyilvánítja, hogy a rabszolgatartás és a rabszolgaság összeegyeztethetetlen a kereszténységgel.[12]

### Határozatlan dátumú események
- az év folyamán – Tao-kuang kínai császár megbízza Lin Cö-hszüt, hogy császári megbízottként Kantonba utazva számolja fel az ópiumkereskedelmet.[13]

## Az év témái

### 1839 a tudományban
- április 9. – London és Nyugat-Drayton között 21 km-es távírórendszer épül ki.[14]
- december 19. – Irinyi János megkezdi a gyufagyártást.[15]
- Indiában Calcutta és Diamond Harbour között épül ki egy 35 km-es távírórendszer, egy 7 km széles folyamon keresztül.
- Charles Goodyear feltalálja a kaucsuk-vulkanizálást.[16]
- James Nasmyth megszerkeszti az első gőzkalapácsot.[17]

## Születések
- január 27. – Pavlo Platonovics Csubinszkij ukrán költő, ukrajna himnuszának szerzője († 1884)
- február 11. – Josiah Willard Gibbs elméleti fizikus, kémikus († 1903).
- február 18. – Harry Seeley angol paleontológus († 1909).
- március 3. - Dzsamszedzsi Tata, „az indiai ipar atyja” († 1904)
- március 21. – Modeszt Petrovics Muszorgszkij orosz zeneszerző, az „Orosz ötök” egyike († 1881)
- március 29. – Benczédi Gergely pedagógus, író († 1906)
- április 12. – Nyikolaj Mihajlovics Przsevalszkij felfedező († 1888).
- július 8. – John D. Rockefeller tőkés, a Standard Oil alapítója († 1937)
- augusztus 9. – Károly Tivadar bajor herceg, a Wittelsbach-ház Pfalz–Birkenfeld–Gelnhausen mellékágának tagja, korának elismert szemszakorvosa, Erzsébet császárné és királyné öccse († 1909)
- október 29. – Steindl Imre magyar műépítész († 1902)
- október 30. – Alfred Sisley angol nemzetiségű, Franciaországban működött impresszionista festőművész († 1899)
- november 13. – Elekes Kálmán református lelkész, költő († 1886)
- november 19. – Emil Škoda megalapította a Škoda tömegközlekedési és fegyvergyártási vállalatot 1899-ben († 1900)
- november 27. – Hofmann Károly geológus, paleontológus († 1891)
- december 2. – Grünwald Béla politikus, történész († 1891)
- december 5. – George Armstrong Custer, az Egyesült Államok Hadseregének lovassági parancsnoka volt az amerikai polgárháború és az indián háborúk idején († 1876)
- december 14. – Széchenyi Ödön török altábornagy, a török tűzoltóság megteremtője, Széchenyi István fia († 1922)
- december 23. – Murkovics János horvát származású szlovén író, tanár († 1917)
- december 28. – Böhm Pál magyar festőművész († 1905)

## Halálozások
- március 11. – Gorove László, magyar író, az MTA tagja (* 1780)
- április 8. – Pierre Prévost, fizikus (* 1751)
- június 14. – Csernyánszky Ferenc, vác-egyházmegyei katolikus lelkész, költő (* 1797)
- június 26. – Christian Heyser, erdélyi szász evangélikus lelkész, drámaíró (* 1776)
- július 1. – II. Mahmud, az Oszmán Birodalom 31. szultánja (* 1785)
- július 24. – Baumberg Gabriella, osztrák költőnő, Batsányi János felesége (* 1766)
- szeptember 1. – Guzmics Izidor, bencés szerzetes, közíró, teológus, az MTA tagja (* 1786)
- szeptember 29. – Friedrich Mohs, mineralógus (* 1773)
- november 15. – William Murdoch, feltaláló (* 1754)